# Începuturile înregistrărilor sonore

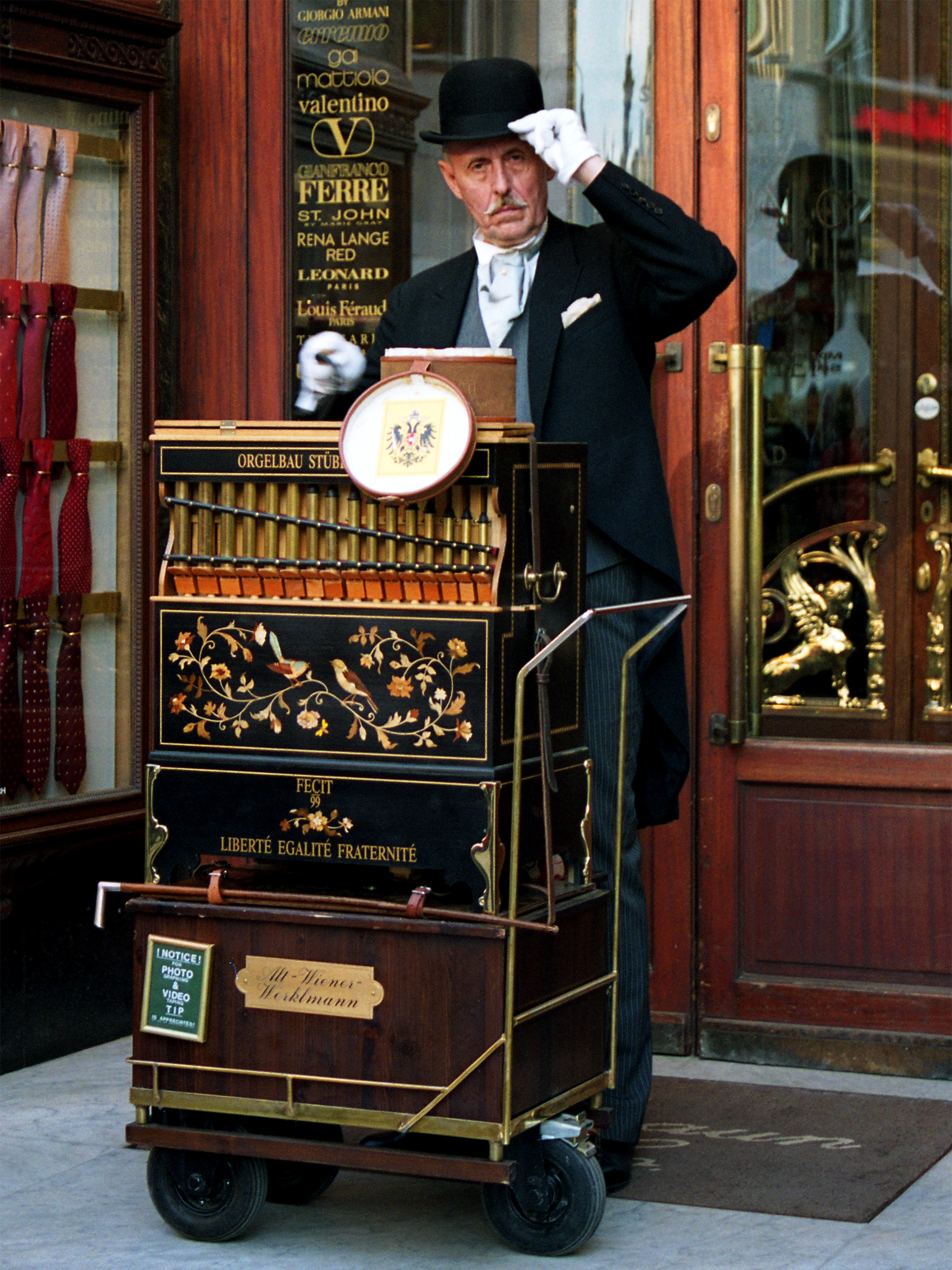
Flașnetă austriacă

Începuturile înregistrărilor sonore datează din a doua jumătate a secolului al XIX-lea, deși generarea mecanică a unei serii de sunete a fost posibilă încă din antichitate. Înregistrarea sonoră reprezintă modalitatea de a procesa un semnal sonor astfel încât să se pemită păstrarea acestuia pentru a fi redat la un moment ulterior. Începând cu prima înregistrare a sunetului și până în zilele noastre au avut loc progrese remarcabile în ceea ce privește calitatea sunetului și durata de folosire a materialului pe care este păstrat. Dar pentru a se ajunge la o astfel de dezvoltare a fost nevoie de munca îndelungată a oamenilor de știință care și-au propus să capteze sunetul pentru ca mai apoi alți oameni să-l poată auzi.
Aparatele din perioada de pionierat a înregistrărilor au evoluat, începând cu fonoautografele care înregistrau vibrațiile pe sticlă afumată, trecând prin fonograful lui Edison, grafofonul lui Tainter, care înregistra pe discuri acoperite cu ceară, fonograful lui Berliner, care folosea discuri matrițate, până la telegrafonul lui Poulsen, primul aparat care realiza înregistrări magnetice. Aceste suporturi sunt foarte fragile, păstrarea lor și recuperarea înregistrărilor de pe ele ridică probleme, însă valoarea lor din punct de vedere istoric este foarte mare.

## Primele încercări de redare a sunetului
Reproducerea vocii și a sunetelor ambientale a suscitat imaginația scriitorilor și a oamenilor de știință încă din secolul al XVI-lea. Panurge, un erou al scriitorului François Rabelais, a ascultat „strigătele și zgomotele unei bătălii navale” după ce, captive în gheață, acestea s-au dezghețat. Baronul Münchhausen credea că poate păstra sunetele într-un corn de vânătoare, iar fizicianul italian Gianbatista della Porta susținea că sunetele pot fi sigilate în tuburi de plumb.. O legendă chinezească povestește cum o femeie cu o voce foarte frumoasă a cântat într-un tub de bambus care a fost mai apoi sigilat. Peste generații, tubul a fost deschis, iar sunetele s-au auzit perfect și în ordine, din păcate pentru o singură dată
În jurul anului 1500 î. Hr., în Theba a fost înălțată o gigantică statuie a lui Memnon, care scotea sunete asemănătoare unei harfe în fiecare zi. Secretul acestui mecanism a fost pierdut în anul 27 d. Hr., când statuia a fost distrusă de un cutremur.
Mai târziu au apărut orologiile mecanice (în Flandra secolului al XIV-lea) flașnetele (în secolul al XV-lea), ceasurile muzicale (în 1598), pianele cu manivelă (în 1805) și cutiile muzicale (în 1815).
În 1860, Herr Faber din Viena a construit un cap vorbitor, care putea reproduce mecanic sunetele vocii umane. Gura păpușii avea buzele și limba din cauciuc care puteau fi controlate pentru a modela sunetul dorit. În gât se afla o rotiță de ventilator cu ajutorul căreia era obținută litera r. Corzile vocale erau simulate printr-un muștiuc, iar gura, de formă ovală, își putea modifica dimensiunile după nevoie. Când „vorbea franțuzește”, păpușa avea un tub atașat de nasul său. Toate aceste mecanisme erau controlate cu repeziciune prin intermediul unor clape, însă rezultatele obținute erau mediocre.
Din 1876 au apărut pianele mecanice, care puteau reproduce o piesă muzicală de lungime variabilă, înscrisă pe un cilindru de hârtie cu perforații. Tehnologia înregistrării pe loc a unei melodii în cazul pianului mecanic a fost dezvoltată abia în 1904.
Mecanismele descrise mai sus puteau reda muzica aflată pe cilindrii respectivi, însă nu puteau înregistra sunete ori voci.

## Stabilirea bazelor științifice
În 1806 fizicianul englez Thomas Young a reușit să imprime vibrațiile unui diapazon pe un cilindru rotitor acoperit cu ceară. Totuși, montajul său era destinat măsurării vibrațiilor la o anumită frecvență.
În 1854 Charles Bourseuil, avansa ideea că două diafragme, una acționând asupra unui contact electric, cealaltă vibrând sub influența unui electromagnet, ar putea fi utilizate la transmiterea vocii la distanțe telegrafice. „A se vorbi în fața unei diafragme, astfel încât fiecare vibrație să întrerupă ori să închidă contactul electric, și pulsurile electrice astfel obținute vor face ca cea de-a doua diafragmă să vibreze și astfel să reproducă sunetul transmis”.
În 1857, la Viena, Johann Nepomuk Czermak reușește să fotografieze corzile vocale în acțiune.
În 1888, americanul Oberlin Smith publica un articol în revista „Electrical World” în care aborda posibilitatea înregistrării magnetice permanete. Ca suport, omul de știință propunea fire de bumbac sau mătase acoperite de praf de oțel sau chiar fire subțiri de oțel.

## Aparate de înregistrare a sunetului

### Fonoautograful lui Edouard-Leon Scott (1857)

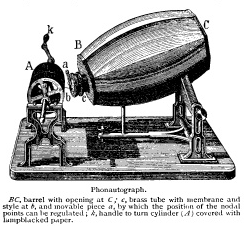
Fonoautograful lui Scott

Primul aparat pentru înregistrare fonografică, numit fonoautograf, aparține francezului Édouard-Léon Scott de Martinville. Invenția sa a fost patentată pe 25 martie 1857. Prin procedeul său, Scott putea inscripționa vibrațiile sonore pe un anume suport, dar nu le putea reda ulterior.
Aparatul consta dintr-o pâlnie care concentra vibrațiile sonore către o membrană care avea atașat un fir din păr de porc. Firul era mișcat corespunzător vibrațiilor, inscripționând un mediu potrivit. La început, înregistrările se făceau pe sticlă înnegrită cu fum. Versiunile ulterioare ale aparatului au utilizat un cilindru acoperit cu hârtie înnegrită (ca în fotografia alăturată), iar în final au fost inscripționate chiar și role de hârtie.
Fonoautograful a fost utilizat pentru studii în domeniul acusticii. Cu ajutorul său se putea determina frecvența unei note muzicale și se studia vocea umană. Au fost comercializate puține modele de laborator, contra sumei de 500 de franci. Unul dintre aceste exemplare a fost cumpărat de Joseph Henry în 1866 pentru Institutul Smithsonian, unde se află expus și astăzi.

### Paleofonul lui Charles Cros (1877)

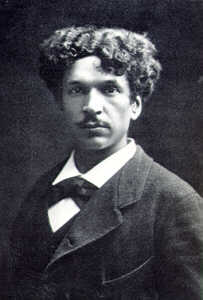
Charles Cros

În ziua de 30 aprilie 1877, inventatorul francez Charles Cros a depus la Secretariatul Academiei de Științe din Paris un plic sigilat în care se afla descrierea procesului de înregistrare și reproducere a sunetelor audibile. Această scrisoare a fost citită abia în sesiunea de deschidere a lucrărilor Academiei, pe data de 3 decembrie 1877, însă la acea dată Edison își făcuse deja publică invenția fonografului.
Aparatul descris (paleofonul) semăna în construcție și modalitatea înregistrării cu un fonoautograf Scott: o pâlnie care captează sunetul este acoperită la capăt de o membrană ce are un ac atașat în mijlocul ei. Vibrațiile sunt înregistrare — de data aceasta — pe un disc plat (înnegrit cu fum) și nu pe un cilindru.
Pentru a depăși limitările tehnice ale fonoautografului, Cros propunea ca vibrațiile lăsate pe disc să fie copiate în relief sau intaglio, prin procedee fotografice, pe un material de dimensiuni similare însă de rezistență sporită la uzură (ca de exemplu oțelul). Folosind un ac metalic (sau o mică furcă în cazul imprimării în relief) atașat de centrul unei membrane elastice, vibrațiile înscrise în discul de material dur sunt transformate din nou în vibrații sonore de aceeași intensitate și durată, cu condiția ca viteza de rotație la redare să fie aceeași cu cea din timpul înregistrării.
Deși aparatul lui Cros nu a fost niciodată construit, lui îi revine meritul de a fi prima persoană care a sugerat o metodă realizabilă de înregistrare și redare a sunetului.

### Fonograful lui Thomas Alva Edison (1877)

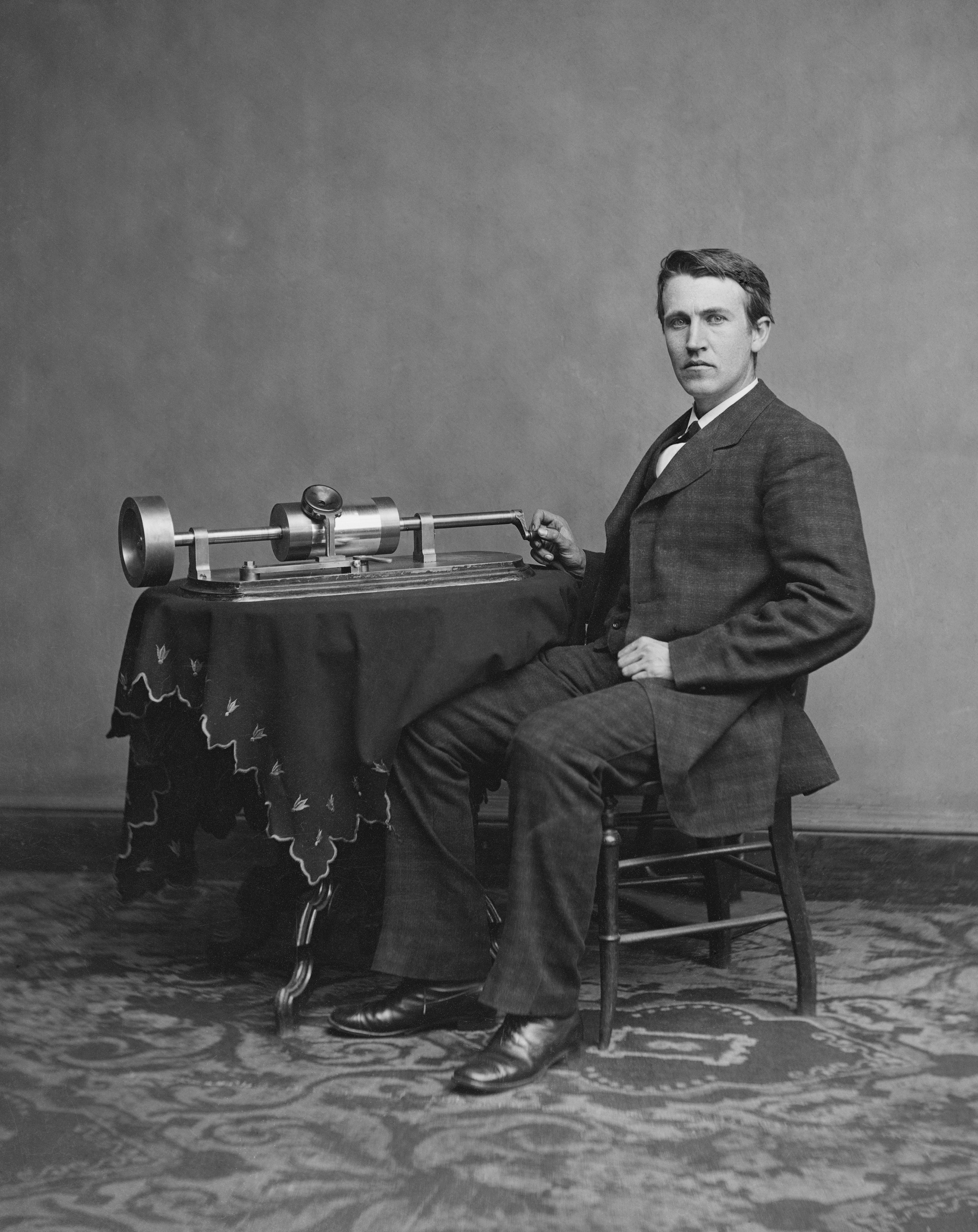
Edison alături de fonograful său

Thomas Alva Edison a anunțat lumii inventarea fonografului pe 21 noiembrie 1877. Primele sunete înregistrate au fost versurile poeziei „Mary had a little lamb”, recitate de către inventator. Aparatul său conținea aceleași elemente ca cele ale fonoautografului Scott, însă ca mediu de înregistrare folosea un cilindru spiralat acoperit cu o foiță de cositor (asemănătoare foliei de aluminiu de mai târziu), imprimată în adâncime la viteza de 60 de rotații pe minut. Dezavantajul acestui mediu de stocare era faptul că după câteva ascultări, folia de cositor fie se rupea, fie se tocea. Deși încearcă să-și îmbunătățească aparatul, Edison părăsește cercetările în 1879 și se dedică posibilităților de exploatare ale curentului electric.
Pornind de la experimentele lui Edison, în 1878 Frank Lambert încearcă să producă un ceas vorbitor folosind pentru înregistrare un cilindru de plumb. Aparatul său se găsește astăzi la Muzeul Național al Ceasurilor din Columbia, Pennsylvania, împreună cu cilindrul de plumb, care este printre cele mai vechi înregistrări păstrate care pot fi ascultate (e precedată doar de înregistrările pe fonoautograf).
Ulterior progreselor lui Tainter și Berliner, Edison a reluat lucrul la fonograful său în perioada anilor 1886 - 1888, obținând mai multe patente. Noile înregistrări – de data aceasta pe cilindri de ceară – erau mai clare, cu zgomote minime și redare fidelă. Urmează o perioadă de înregistrări experimentale și de orientare către producția în masă a cilindrilor conținând piese muzicale. Din cauza faptului că nu existau încă tehnologii de reproducere a cilindrilor, aceștia erau înregistrați individual. Cântărețul american de culoare George Washington Johnson fusese obligat să cânte melodia sa „The Laughing Coon” de mii de ori (uneori chiar de 50 de ori pe zi) pentru a produce cilindri pentru public.

### Grafofonul lui Charles Sumner Tainter (1885)

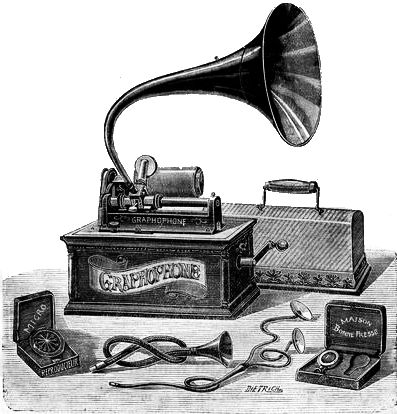
Grafofon de precizie (1901)

Charles Sumner Tainter, Chichester Bell și Alexander Graham Bell au început să lucreze la îmbunătățirea fonografului Edison în 1881. În faza discuțiilor, au ajuns la concluzia că lipsa de viabilitate a acestei invenții rezida tocmai în suportul înregistrării. Folia de cositor se uza repede, iar după patru citiri sunetele deveneau neinteligibile.
Prima schiță a proiectului prevedea ca în locul cilindrului de cositor să se afle un disc de ceară, fildeș, cauciuc, celuloid sau lemn moale așezat vertical. Materialul trebuia deci să fie ușor de inscripționat, dar cât mai greu deformabil. În mai și septembrie 1881 au fost construite primele aparate experimentale, cu ajutorul cărora Tainter a descoperit faptul că înregistrările făcute în ceară erau de calitate superioară celor în folii de cositor. Din 8 noiembrie ale aceluiași an s-a păstrat un disc de ceară placată cu cupru, care conține striații laterale.
Perioada cuprinsă între sfârșitul lui 1881 și începutul lui 1882 este bogată în experimente. Tainter încearcă diverse metode de redare a sunetului, precum și diverse compoziții ale suportului pe care se făcea înregistrarea. După o scurtă vacanță, în august 1882 construiește un dispozitiv mecanic care îi va permite să obțină o viteză constantă de rotație a discului.
Până în 1885 va încerca diverse metode de înregistrare și reproducere a sunetelor, căutând în principal să reducă uzura și zgomotele parazite. În primăvara lui 1885 Tainter construiește un aparat care înregistrează sunetul pe fâșii lungi de hârtie acoperită cu ceară. Astfel, constată că trebuie să reducă dimensiunile striațiilor.
Pe 14 mai 1885 a fost terminat un aparat care înregistra sunetele pe un cilindru de hârtie acoperită cu ceară. Cilindrul avea 22,86 cm lungime, 2 cm în diametru, iar grosimea stratului de ceară era de 0,63 cm. Cu o frecvență a striațiilor de 47/cm, cilindrul totaliza 10 minute. În iulie 1885 o a doua mașină înregistra pe un cilindru de 15,24 cm lungime și 2,54 cm în diametru, la frecvența de 59 striații/cm. După ce și-a îmbunătățit aparatul (numit de acum grafofon), în august același an a dat comanda pentru construirea a 6 exemplare, terminate abia în decembrie. Unul dintre acestea se mai păstrează încă la Institutul Smithsonian.
În anii următori au fost perfecționate o serie de elemente: cilindrii de hârtie pe care se aplica ceara (1887), mecanismul de rotire constantă a cilindrului (1887), compoziția cerii (1887 și 1890), procedeul de turnare și șlefuire al cerii, care elimina eventualele bule de aer (1890) etc. Întrucât volumul de redare a sunetului era foarte mic, în 1888 Tainter introduce tuburile pentru ascultat. Aparatele sale încep să fie promovate și vândute ca dictafoane.
Progresele obținute de Tainter i-au suscitat interesul lui Edison, care a reluat lucrul la fonograf. A înlocuit folia de cositor cu cilindrul de ceară. Varianta sa a aparatului s-a dovedit în timp mai bună ca cea a lui Tainter, astfel încât i-a supraviețuit acesteia. În 1896, Edison și Easton (deținătorul din acel moment al patentei pentru grafofon) au făcut schimb de patente pentru a putea produce ambele modele, iar din 1897 încetează a mai fi fabricați cilindrii pentru grafofon.

### Gramofonul lui Emil Berliner (1887)

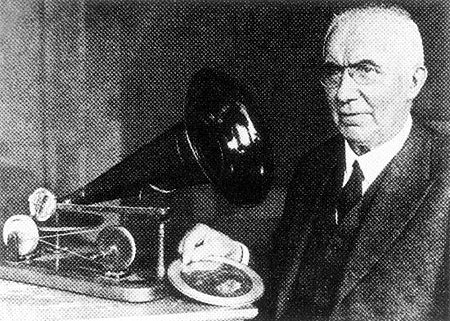
Berliner alături de gramofonul său

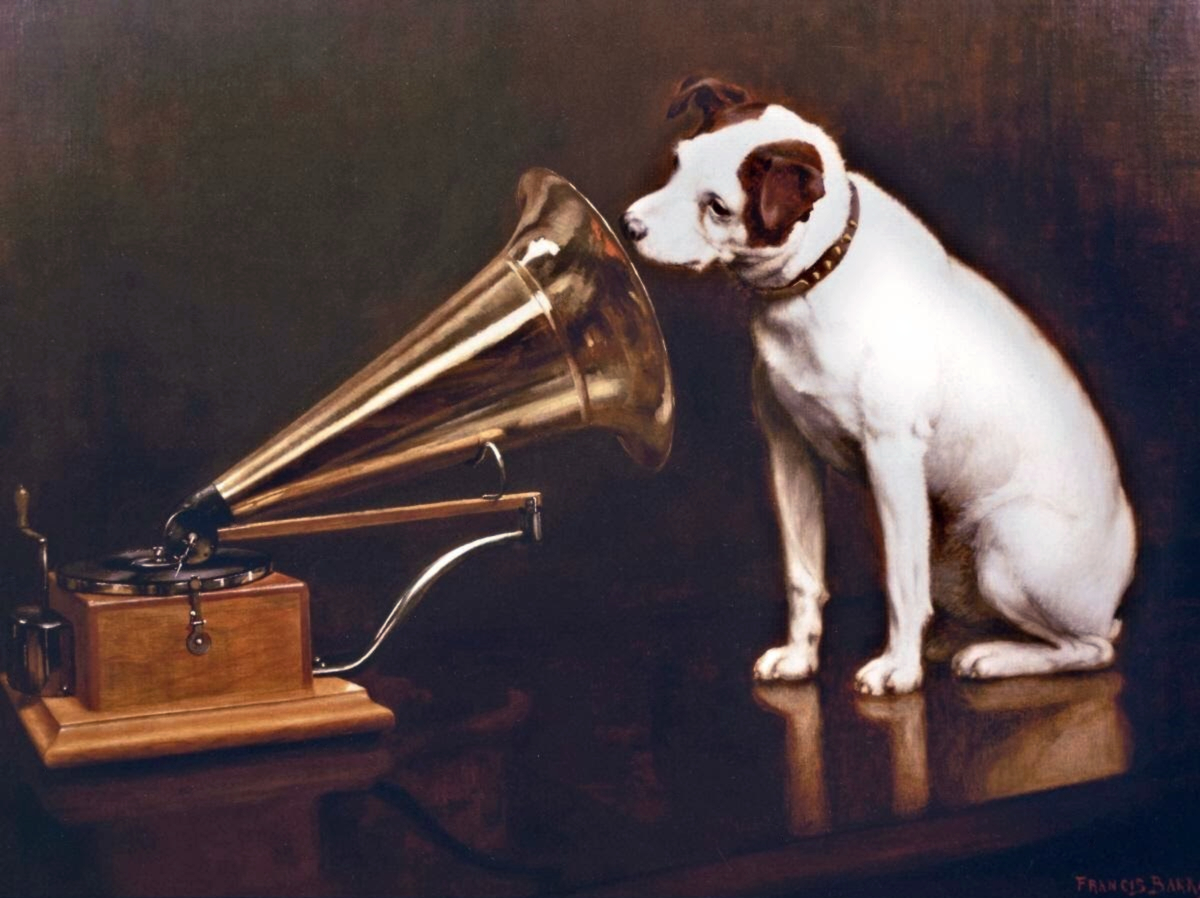
„His Master's Voice”,
Sigla companiei Victor Talking Machine

În 1886, Emil Berliner își începe lucrul la aparatul său, denumit mai târziu gramofon. Pe 4 mai 1887 încearcă să obțină un brevet de invenție pentru un procedeu prin care vibrațiile imprimate orizontal pe un disc înnegrit de fum erau copiate fotografic și gravate într-un disc similar, dintr-un material rezistent. Cererea i-a fost respinsă, pe motiv că metoda sa semăna prea mult cu cea a lui Charles Cros.
Mai târziu, Berliner obține o patentă pentru un alt procedeu de producție al discurilor sonore. De această dată, vibrațiile erau trasate pe un disc de sticlă înegrită cu fum, care folosea mai apoi ca matriță pentru imprimarea fotografică a unui disc de zinc sau cupru. Șanțurile erau obținute mai apoi prin corodare cu acid. Primul său disc de zinc se păstrează astăzi la Institutul Smithsonian și este datat 26 iulie 1887. În noiembrie același an, Berliner își publică invenția și prezintă un disc de sticlă cu durata de cca. 4 minute. Cu toate acestea, încă era imposibilă producerea în masă a discurilor de zinc, totul aflându-se în stadiu experimental.
În februarie 1888 încearcă să înregistreze direct pe discurile de zinc (la 30 de rotații pe minut), acoperindu-le cu un strat de ceară. Aceasta ar fi trebuit să ia locul măștii fotografice în faza de corodare cu acid. Totuși, impuritățile au generat o serie de probleme. Au urmat discurile de celuloid (înregistrate la 60 de rotații pe minut), însă materialul era prea moale. În iulie 1889 Berliner reușește să producă în masă discuri de cauciuc tare, care erau presate după o matriță de zinc.
Pentru că în SUA nu a primit brevet de invenție decât în 1896, Berliner a început să-și vândă produsele în Europa. În 1894 publică o listă de discuri disponibile pentru vânzare. Acestea aveau un diametru de 17,45 cm (după 1895 de 17.78 cm) și erau confecționate din celuloid (după 1895 din cauciuc tare, iar după 1897 din șelac).
În 1898 Eldridge Johnson cere un brevet de invenție pentru un procedeu personal de producție a discurilor pentru gramofon, după ce în 1897 perfecționase aparatul cu un motor pe bază de arc. Johnson avea să fie fondatorul companiei Victor Talking Machine Co., cu celebra sa siglă înfățișându-l pe cățelușul Nipper care se uită în pâlnia gramofonului.

### Telegrafonul lui Valdemar Poulsen (1898)

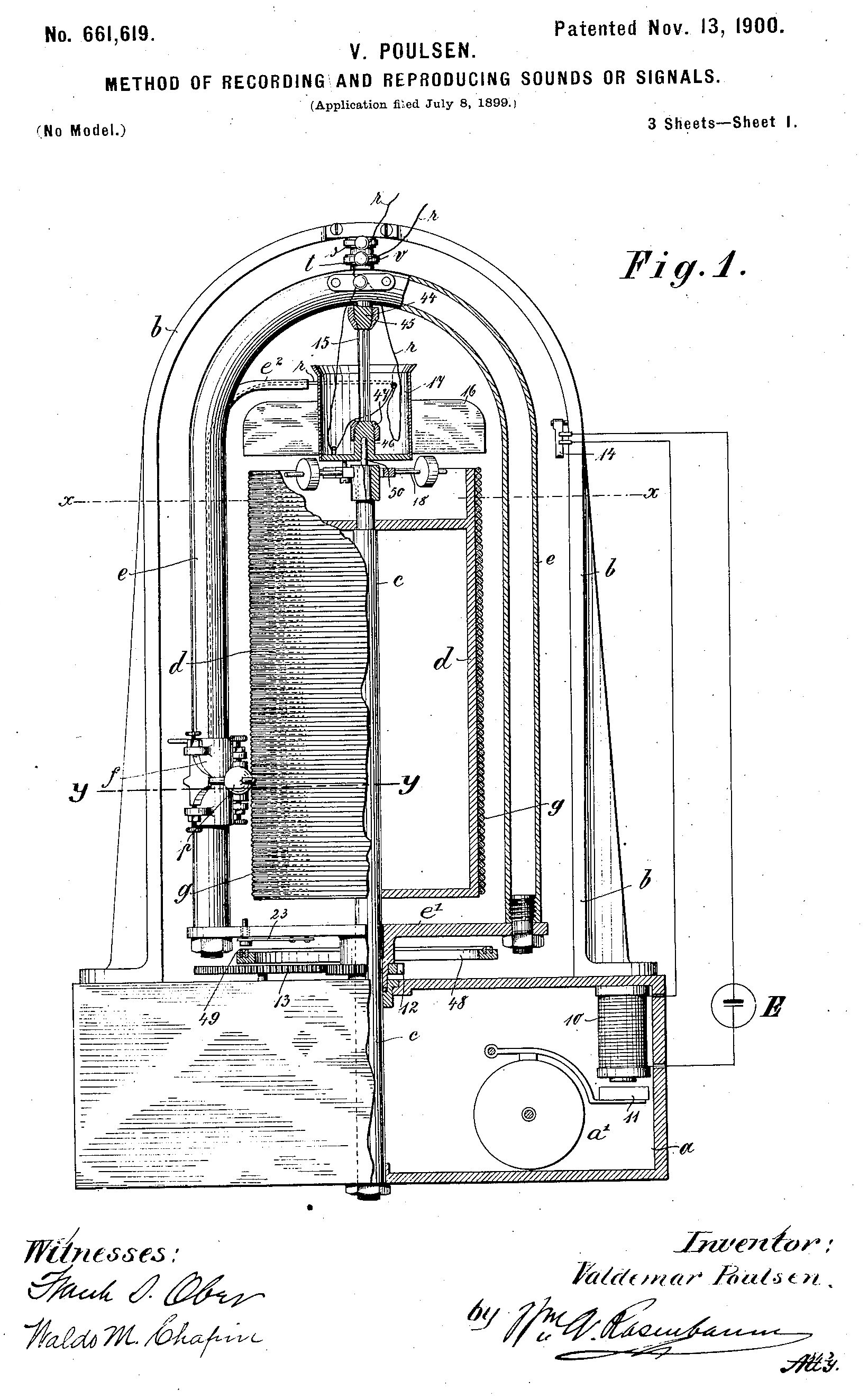
Telegrafonul lui Poulsen

În anii 1890, danezul Valdemar Poulsen a încercat un experiment pentru a putea observa comportamentul unei sârme magnetizate proporțional cu semnalul unui microfon. Astfel, între doi pereți paraleli a întins o sârmă de oțel înclinată la un unghi care să permită unui mic electromagnet atașat de aceasta să coboare cu o viteză constantă. Electromagnetul era alimentat prin două fire de către o baterie care emitea o tensiune modulată după semnalul unui microfon. La redare, electromagnetul era din nou pus să alunece la vale, însă bateria era scoasă din circuit, iar microfonul înlocuit cu o doză de telefon. Rezultatele au fost satisfăcătoare, astfel că Poulsen s-a gândit să inventeze un aparat care să răspundă la telefon.
Pe 1 decembrie 1898, statul danez i-a eliberat un brevet de invenție pentru un aparat specializat în înregistrarea magnetică și redarea sunetului, numit telegrafon. Acesta era compus dintr-un cilindru pe care era înfășurată o sârmă de oțel de 0,02 cm grosime în jurul căreia se rotea un electromagnet influențat de semnalul unui microfon. La redare, electromagnetul era repoziționat și microfonul înlocuit cu o doză telefonică.
Reacția publicului a fost favorabilă. Erau remarcate naturalețea redării, precum și lipsa zgomotelor parazite, așa cum apărea în cazul cilindrilor de ceară. Durata înregistrărilor putea fi lungită conform nevoilor, iar suportul putea fi reutilizat practic la infinit. Dezavantajele acestui aparat erau volumul redus al redării, timpul îndelungat de derulare după înregistrare, precum și faptul că firul subțire se rupea frecvent.
Poulsen a solicitat și primit patente în toată lumea (1899 - Marea Britanie, 1900 - SUA etc.) și a continuat, alături de inginerul Peder Olaf Pedersen, să își îmbunătățească aparatul. Așa a apărut versiunea următoare, ce utiliza două role pentru derularea firului de oțel. Acesta rula cu viteza de 213 cm/min în fața unui cap de citire/scriere electromagnetic. O altă variantă putea înregistra sunetele pe un disc rotativ de oțel cu diametrul de 11.43 cm, deasupra căruia se afla un electromagnet atașat de un braț acționat mecanic.
Intuiția lui Poulsen în ceea ce privește viitorul înregistrărilor magnetice este evidentă:
„În locul unui cilindru cu sârmă bobinată, ca suport pentru înregistrări ar putea fi utilizată o bandă de oțel, întărită dacă este nevoie cu un material dielectric, și pusă sub influența unui electromagnet. Această metodă are avantajul că poate fi utilizată o bandă de orice lungime. În locul unui cilindru, poate fi folosit un disc din material magnetizabil, peste care electromagnetul ar parcurge în spirală, ori o bucată sau o fâșie de material dielectric, precum hârtia, ar putea fi acoperit cu un praf metalic magnetizabil [...] Cu astfel de fâșii care se pot rula, un mesaj recepționat într-un loc poate fi trimis în alt loc și reascultat cu aparatul aflat acolo...”—Valdemar Poulsen, 1899

## Cele mai vechi înregistrări sonore păstrate până astăzi. Voci celebre

Col. George Gouraud înregistrând la festivalul Handel din 1888

Până astăzi au supraviețuit puține înregistrări făcute cu fonoautograful lui Scott, cele mai vechi datând din 1853. Din păcate acestea sunt foarte scurte (majoritatea sub o secundă) și de calitate nesatisfăcătoare. Totuși, în februarie 2008, istoricii Patrick Feaster și David Giovannoni au descoperit 12 fonoautograme din 1860, inscripționate pe cilindri acoperiți cu negru de fum, care se păstrau la Academia de științe a Franței. Aceste înregistrări au fost scanate și recondiționate computerizat. Una dintre ele durează zece secunde, se intitulează Au claire de lune, și a fost datată 9 aprilie 1860. Este cea mai veche înregistrare păstrată a vocii umane și a unei melodii. O legendă neverificată afirmă că în 1863 Scott l-a vizitat pe președintele de atunci al Statelor Unite, Abraham Lincoln, prilej cu care i-a înregistrat vocea pe hârtie înnegrită. Dacă povestea ar fi adevărată și banda ar fi descoperită în stare acceptabilă, cercetătorii ar putea reface vocea lui Lincoln.
Între vocile personalităților de la sfârșitul secolului al XIX care au ajuns până în vremurile noastre se numără cele ale reginei Victoria a Angliei, kaiserului Franz Josef, lordului Alfred Tennyson, primului-ministru William Gladstone, și inventatorului Thomas Edison.
Cea mai veche înregistrare redabilă care poate fi auzită și astăzi, făcând abstracție de fonoautogramele lui Scott, care nu erau menite a fi reproduse, este cea din 1878, de pe cilindrul de plumb al lui Frank Lambert.
Următoarele înregistrări inteligibile datează din 1888. Colonelul George Gouraud înregistrează în Crystal Palace din Londra fragmente din Festivalul Handel. Astăzi se mai păstrează doar trei cilindri. Tot din 1888 mai datează câteva înregistrări vocale: În jurul lumii cu fonograful (T. Edison), Salutarea fonografului (W. Gladstone), Toast după cină (A. Sullivan) etc.
Cel mai vechi disc păstrat al lui Tainter datează din 1881, iar cel mai vechi disc al lui Berliner este din 1887.
În domeniul înregistrărilor magnetice, prima voce care s-a păstrat până astăzi este cea a kaiserului Franz Josef (1900).
O înregistrare specială prin conținutul său se află astăzi în atenția mai multor cercetători. Este vorba despre vocea lui Horatio Perry, de 100 de ani, luată în 1890 de către un angajat al firmei Ohio Phonograph Co. Perry a fost solicitat să își amintească de copilăria sa, petrecută în timpul președinției lui George Washington. Cilindrul astfel obținut a fost depozitat în seiful societății, însă peste câțiva ani aceasta a dat faliment. Nimeni nu știe ce s-a întâmplat atunci cu înregistrarea, însă dacă ar fi redescoperită ar însemna mult pentru cultura americană.

## Conservare și restaurare
Dintre toate mediile de stocare, cilindrii de ceară sunt cei mai uzați. Aceștia sunt uneori atât de fragili încât nu se mai pot citi, alteori sunt atacați de mucegaiuri ori insecte care distrug stratul de ceară.
Astăzi există biblioteci cu cilindrii de ceară peste tot în lume. Obiectivele acestora este să îi păstreze în bună stare și să recupereze prin mijloace digitale informațiile înscrise pe aceștia.
În acest sens, se pot aminti eforturile Universității din California, care expune astăzi pe internet cca. 6000 de înregistrări recuperate cu ajutorul unui fonograf modern. De asemenea, progresul tehnologic a permis cercetătorilor Carl Haber și Vitali Fadeev de la Laboratorul Național Lawrence Berkeley să citească cilindrii de ceară fără să îi uzeze, prin mijloace optice de înaltă fidelitate. Folosind microscoape puternice sunt scanate șanțurile din cilindrii la scară foarte mare, după care cu ajutorul calculatorului sunt eliminate din imagini particulele de praf și zgârieturile. Mai apoi se trece la măsurarea dimensiunilor striațiilor, cu o precizie de ordinul micronilor. Prin aceată metodă avansată, specialiștii sunt de părere că va fi posibilă redarea satisfăcătoare a vocilor unor personalități precum regina Victoria a Angliei, poeților Alfred Tennyson și Walt Whitman, surorii de caritate Florence Nightingale, actriței Sarah Bernhardt și kaiserului german Wilhelm. Astăzi acestea nu mai sunt inteligibile, din cauza uzurii cilindrilor pe care se află.
În România cea mai importantă instituție care depozitează medii vechi de stocare (majoritatea unicat) este Institutul de Etnografie și Folclor „Constantin Brăiloiu”, care ființează sub egida Academiei Române. Specialiștii în restaurare audio încearcă să salveze cât mai multe înregistrări prin transpunerea lor pe suporturi durabile, însă pentru un singur cilindru de 3 minute se poate întâmpla ca reconstituirea să dureze chiar și o săptămână.

## Fragmente sonore
| Andrei al lui Gelu la taragot Înregistrare din România (perioada 1890 - 1929) Probleme cu rularea acestui fișier? Vezi pagina de ajutor . |